# ヨーロッパユースオリンピックフェスティバル
ヨーロッパユースオリンピックフェスティバル（英: European Youth Olympic Festival、通称EYOF、仏: Festival Olympique de la Jeunesse Européenne） は、ヨーロッパオリンピック委員会に加盟する48ヶ国のジュニア選手が参加する隔年開催の総合競技大会である。夏季大会はベルギーのブリュッセルで1991年に初開催され、冬季大会はその2年後の1993年にイタリアのアオスタで初開催となった。2015年現在、夏季大会は9競技、冬季大会は8競技が実施されている。なお、この大会は1991年から1999年までヨーロッパユースオリンピックデイズという名称で知られていた。

## 開催地
| 年   | 夏季大会                            | 冬季大会                                                            |
| ---- | ----------------------------------- | ------------------------------------------------------------------- |
| 1991 | ブリュッセル ベルギー               |                                                                     |
| 1993 | ファルケンスワールト オランダ       | アオスタ イタリア                                                   |
| 1995 | バース イギリス                     | アンドラ・ラ・ベリャ アンドラ                                       |
| 1997 | リスボン ポルトガル                 | スンツヴァル スウェーデン                                           |
| 1999 | エスビャウ デンマーク               | ポプラト スロバキア                                                 |
| 2001 | ムルシア スペイン                   | ブオカッティ フィンランド                                           |
| 2003 | パリ フランス                       | ブレッド スロベニア                                                 |
| 2005 | リニャーノ・サッビアドーロ イタリア | モンテー スイス                                                     |
| 2007 | ベオグラード セルビア               | ハカ スペイン                                                       |
| 2009 | タンペレ フィンランド               | シレジア ポーランド                                                 |
| 2011 | トラブゾン トルコ                   | リベレツ チェコ                                                     |
| 2013 | ユトレヒト オランダ                 | ブラショヴ ルーマニア                                               |
| 2015 | トビリシ ジョージア                 | フォアアールベルク オーストリア 、ファドゥーツ リヒテンシュタイン。 |
| 2017 | ジェール ハンガリー                 | サラエボ ボスニア・ヘルツェゴビナ。                                 |
| 2019 | バクー アゼルバイジャン。           | エルズルム トルコ。                                                 |
| 2022 | Banská Bystrica スロバキア          | Vuokatti フィンランド                                               |
| 2023 | Maribor スロベニア                  | エスビャウ イタリア                                                 |
| 2025 | ブルノ チェコ                       | Borjomi-Bakuriani ジョージア                                        |

## 実施競技(2015年)

### 夏季大会
- 柔道
- 競泳
- 陸上競技
- 自転車競技
- 体操競技
- バレーボール
- バスケットボール
- ハンドボール
- テニス

### 冬季大会
- アルペンスキー
- バイアスロン
- クロスカントリースキー
- フィギュアスケート
- アイスホッケー
- ノルディック複合
- スキージャンプ
- スノーボード